# Linzer Athletik-Sport-Klub 2009-2010
Questa voce raccoglie le informazioni riguardanti il Linzer Athletik-Sport-Klub nelle competizioni ufficiali della stagione 2009-2010.

## Rosa
| N. |                     | Ruolo | Calciatore           |
| -- | ------------------- | ----- | -------------------- |
| 1  | Croazia (bandiera)  | P     | Silvije Čavlina      |
| 2  | Lituania (bandiera) | D     | Vidas Alunderis      |
| 3  | Austria (bandiera)  | D     | Florian Hart         |
| 4  | Austria (bandiera)  | D     | Georg Margreitter    |
| 5  | Austria (bandiera)  | D     | Florian Metz         |
| 7  | Austria (bandiera)  | A     | Roman Wallner        |
| 8  | Austria (bandiera)  | C     | Jürgen Panis         |
| 9  | Austria (bandiera)  | A     | Christian Mayrleb    |
| 10 | Austria (bandiera)  | C     | Klaus Salmutter      |
| 11 | Austria (bandiera)  | C     | Markus Weissenberger |
| 12 | Austria (bandiera)  | P     | Michael Zaglmair     |
| 13 | Austria (bandiera)  | P     | Lorenz Höbarth       |
| 14 | Austria (bandiera)  | C     | Thomas Prager        |
| 15 | Austria (bandiera)  | D     | Christoph Kobleder   |

| N. |                       | Ruolo | Calciatore           |
| -- | --------------------- | ----- | -------------------- |
| 16 | Austria (bandiera)    | C     | Thomas Höltschl      |
| 17 | Austria (bandiera)    | A     | Lukas Kragl          |
| 18 | Serbia (bandiera)     | A     | Petar Škuletić       |
| 19 | Austria (bandiera)    | C     | Florian Gahleitner   |
| 20 | Austria (bandiera)    | C     | Christoph Saurer     |
| 21 | Austria (bandiera)    | D     | Wolfgang Bubenik     |
| 22 | Austria (bandiera)    | C     | Paul Bichelhuber     |
| 23 | Austria (bandiera)    | D     | Siegfried Rasswalder |
| 24 | Austria (bandiera)    | C     | Thomas Piermayr      |
| 27 | Austria (bandiera)    | C     | Ali Hamdemir         |
| 28 | Zimbabwe (bandiera)   | C     | Justice Majabvi      |
| 30 | Austria (bandiera)    | A     | Sascha Pichler       |
| 31 | Costa Rica (bandiera) | D     | Pablo Chinchilla     |
| 32 | Austria (bandiera)    | P     | Jürgen Macho         |